# Duelo de pasiones
Duelo de pasiones es una telenovela mexicana que marcó el regreso de Juan Osorio como productor de telenovelas después de 3 años de ausencia. Es una historia original de Hilda Morales Allouis, basándose en la radionovela Flor del Campo.
Está protagonizada por Erika Buenfil, Ludwika Paleta y Pablo Montero, con las participaciones antagónicas de Sergio Goyri, Fabiola Campomanes, Alejandro Ávila y Rafael Rojas. Cuenta además con las actuaciones estelares de Zaide Silvia Gutiérrez y la primera actriz Ana Martín. 
Comenzó sus emisiones el 17 de abril de 2006 a las 19:30 compartiendo el horario de las 19:00 h con los últimos capítulos de Barrera de amor hasta su fin el 12 de mayo y finalizó el 27 de octubre de 2006 siendo sustituida por Amar sin límites.

## Sinopsis
Traición y desengaño envuelven a Alina, Emilio y Soledad, quienes sufrirán por la ira que Álvaro desencadenará al creer que Soledad lo traiciona. El error y los celos, los condenan a enfrentarse a un Duelo de Pasiones.
El corazón del rico hacendado Álvaro Montellano cae en las garras de los celos cuando lee una carta que cree destinada a su esposa Soledad. La carta le hace pensar que su esposa lo engaña con el caporal, José, y que su hija Alina es producto de esta traición. Sin escuchar sus protestas de inocencia, encierra a Soledad en una remota hacienda cafetalera, Sierra Escondida, y aguarda con odio a que Alina regrese a casa para también hacerla víctima de su venganza.
Sin sospechar el dolor que le espera, Alina vive feliz su romance con Emilio Valtierra, un militar atractivo y caballeroso que ha encontrado en ella el amor de su vida. Llena de ilusiones, Alina llega a la hacienda, sólo para encontrarse con un padre convertido en un monstruo de ira que, con injurias y amenazas, la envía a Sierra Escondida, a vivir en una cueva con la vieja curandera Luba. Para proteger la vida de su madre, Alina acepta vivir en tales condiciones de miseria, y desde entonces la gente de Sierra Escondida la conoce como Flor del Campo. Cuando Emilio llega en busca de Alina, Álvaro le dice que la chica y su madre han partido al extranjero. Emilio se siente decepcionado, pensando que el amor que ella le juró era mentira.
Pasan dos años, y Emilio, ahora hosco y amargado, se encuentra con Flor del Campo, a quien no reconoce por su aspecto sencillo y humilde. Como le recuerda a Alina, el rencor que aún guarda lo hace tratar a la muchacha con dureza, pero no puede evitar sentirse atraído por ella. Cuando Álvaro le hace creer que Alina murió en un accidente, Emilio, lleno de dolor, decide casarse con Flor del Campo, pero la ceremonia es interrumpida por Álvaro, que no permitirá que Alina sea feliz, y hiere gravemente a Emilio.
De pronto, aparece en la iglesia una mujer llamada Thelma que afirma estar embarazada de Emilio cuyo hijo en realidad es de Gaspar es el hijo de Luba ella es un curandera, Thelma obliga al sacerdote a casar a Emilio con ella en artículo de muerte, pero Emilio sobrevive y, ahora, tal vez demasiado tarde, Alina tendrá que luchar contra las intrigas de Thelma por el amor de Emilio, y también contra la infame mentira que destruyó la vida de su madre y ha convertido a su propio padre en su peor enemigo. Por su parte, Soledad luchará para reencontrarse con su hija, obteniendo ayuda de empleados de la hacienda así como de personas que buscan obtener algo más de ella.

## Elenco
- Erika Buenfil - Soledad Fuentes de Montellano
- Ludwika Paleta - Alina Montellano Fuentes / Flor del Campo
- Pablo Montero - Emilio Valtierra Beltrán
- Fabiola Campomanes - Thelma Castelo de Valtierra
- Sergio Goyri - Álvaro Montellano
- Ana Martín - Luba López
- Rafael Rojas - Máximo Valtierra
- José María Torre - Ángel Valtierra Beltrán
- Tania Vázquez - Carla Sánchez
- Alejandro Ávila - Orlando Villaseñor
- David Ostrosky - Elías Bernal
- Jorge De Silva - José Gómez
- Alejandra Procuna - Mariana Montellano de Gómez
- Lis Vega - Coral
- Isaura Espinoza - Blanca de Bernal
- Aida Pierce - Rebeca Castelo
- Josè Luis Moctezuma - Tony
- Xavier Ortiz - Rodrigo Ochoa
- Joana Brito - Adela
- Eduardo Rivera - Hugo Torres
- Intocable - Gaspar López
- Ximena Herrera - Rosa de Valtierra
- Rafael Hernán - Santos Valtierra García
- Zaide Silvia Gutiérrez - Vera
- Luis Uribe - Jaime
- Jaime Lozano - Rutilio
- Arturo Guízar - Efigenio
- Rafael Valderrama - Granillo
- Fernando Robles - Braulio
- Carlos Ignacio - Padre Cristóbal
- Luis Reynoso - Arcadio Ozuna
- Mariana Ríos - Dra. Aída Cortés
- Maricarmen Duarte - Malena
- Teo Tapia - Dr. Vásquez
- Vicente Herrera - Sergio
- Ana Brenda Contreras - Claudia
- Conrado Osorio - Cástulo
- Rafael del Villar - Dr. Ricardo Fonseca
- Esteban Franco - Jacinto Pastrana
- Siena Perezcano - Alfonsina Ríos
- Karla Barahona - Carmen García
- Alicia Villarreal - Raquel
- Ximena Saíd - Mariana "Marianita" Gómez Montellano
- Ricardo Ceceña - Juan Méndez
- Verónica de la Campa - Susy
- María Requenal Portillo
- Francisco Avendaño - Hernán
- Patricia Martínez - Malena
- Patricio Cabezut
- Humberto Elizondo - Lic. Mauro Peña
- Gilberto de Anda - Hugo Ríos
- Eduardo Liñán
- Arturo Carmona
- Juan Verduzco - Vargas
- Aldo Gallardo
- Flor Procuna - Tina
- Nashla Aguilar - Gaby Ochoa
- Víctor Hugo Aguilar - Rosendo
- Raúl Araiza Herrera
- Milena Santana - Edelmira
- Lei Lani Moore

## Producción
Las grabaciones de la serie comenzaron el 2 de enero y finalizaron el 17 de julio de 2006.

## Premios y nominaciones

### Premios TVyNovelas 2007
| Categoría               | Persona            | Resultado |
| ----------------------- | ------------------ | --------- |
| Mejor actriz antagónica | Fabiola Campomanes | Nominada  |

### Premios Califa de Oro
| Año  | Categoría         | Programa/Telenovela | Resultado |
| ---- | ----------------- | ------------------- | --------- |
| 2006 | Destaca Actuación | Rafael Rojas        | Ganador   |